# Тијана Фишић
Тијана Фишић (Београд, 24. септембар 1966) je српска сликарка.

## Биографија
Рођена је 24. септембра 1966. у Београду. Дипломирала је и магистрирала сликарство 1993. године у класи професора Момчила Антоновића на Факултету ликовних уметности Универзитета уметности у Београду. Од 2005. ради као редовни професор цртања и сликања на Факултету за уметност и дизајн Универзитета Џон Незбит у Београду. Члан Удружења ликовних уметника Србије је постала 1993, а Ладе 2005. године. У више наврата је била члан савета Уметничког павиљона „Цвијета Зузорић”, УЛУС-а и Галерије 73, као и члан УЛУС-ове комисије за доделу националне пензије. Насликала је преко четиристо слика и дванаест мурала, осликала је двадесет комбија, шест камиона шлепера, много рекламних табли, билборда и приватних зидова. Рестаурирала је фреске у Саборној цркви у Београду и манастиру Студеница. Четрдесет пута је самостално излагала у Србији, Француској, Аустрији и Црној Гори и учествовала је на преко двеста колективних изложби у земљи и иностранству. Њена дела се налазе по приватним колекцијама у земљи и иностранству као и у музејима и галеријама широм света. Њено уметничко дело „Представа: Пролеће у Србији 1999. – Тон смрти” је део сталне поставке Народног музеја Србије. Добитница је бројних награда међу којима су награда Факултета ликовних уметности Универзитета уметности у Београду из Фонда „Ђорђа Бошана” 1989, трећа награда на Шестом бијеналу „У светлости Милене” у Пожаревцу 1997, награда за сликарство на Четвртом пролећном аналу у Чачку и прва награда ликовне колоније „Орашац” на Јесењој изложби УЛУС-а 2000, награда организатора на Пролећном аналу у Чачку 2002, Златна палета УЛУС-а на Пролећној изложби и награда „Милешевски анђео” Уметничке колоније „Милешевска светлост” у Пријепољу 2003. и Гран–при на Десетом бијеналу „У светлости Милене” у Пожаревцу 2005. године.